# Réorganisation des corps d'infanterie français (1870)
Pour les articles homonymes, voir Réorganisation des corps d'infanterie français et Amalgame.
Cette page présente la réorganisation des corps d'infanterie français de 1870, officialisé par 3 décrets :

Le décret du 19 octobre 1870 relatif à la création de régiments de marche d'infanterie

Le décret du 28 octobre 1870 qui transforme les 39 régiments d'infanterie de marche en régiment d'infanterie de ligne. et le régiment de zouaves de marche en 4e régiment de zouaves et la suppression de la garde impériale.

Le décret du 20 novembre 1870 qui supprime le 4e bataillon du 128e régiment d'infanterie de ligne et à la formation, à Paris, de 2 nouveaux bataillons de chasseurs à pied et d'une 7e compagnie dans chacun des 3 bataillons du 4e régiment de zouaves.

## Historique
Un décret impérial du 19 juillet 1870 portait que les quatrièmes bataillons des régiments d’infanterie de ligne pourraient être formés en régiments de marche, composés chacun de
trois bataillons. Ainsi à partir d'août 1870, les quatrièmes bataillons permettent de constituer des régiments, qui prennent la dénomination de « régiment de marche d'infanterie », et qui permettent de former le noyau des armées de Châlons, de Paris et de province.
Le 1er septembre 1870, l'armée française n'existe plus. Elle est soit prisonnière de guerre après la capitulation de Napoléon III à Sedan (environ 100 000 prisonniers), soit elle le deviendra après la capitulation de Bazaine à Metz le 28 octobre.
Ainsi le 28 octobre 1870, le gouvernement de la Défense nationale prend, dans l'urgence, un décret créant des régiments de marche d'infanterie puis un autre qui transforme les 39 régiments d'infanterie de marche en régiment d'infanterie de ligne et le régiment de zouaves de marche en tant que 4e régiment de zouaves ainsi que la suppression de la garde impériale.

## Décret du 19 octobre 1870
La délégation considérant qu'il y a lieu de confirmer les diverses créations de corps de troupes faites d'urgence dans l'arme de l'infanterie depuis l'investissement de Paris; sur le rapport du ministre de la guerre par intérim décrète :

### Article1er
La formation de onze nouveau régiment d'infanterie de marche, de trois régiment de marche de zouaves et de huit bataillons de marche de chasseurs à pied, est approuvée.

### Article 2
Les régiments d'infanterie de marche prendront les nos 28, 29, 30, 31, 32, 33, 34, 35, 36, 37 et 38

Les régiments de marche de zouaves prendront les nos 1, 2 et 3

Les bataillons de marche de chasseurs à pied les nos 1, 2, 3, 4, 5, 6, 7 et 8

### Article 3
Les régiments seront chacun de trois bataillons à six compagnies.
Les bataillons de chasseurs auront quatre compagnies.

### Article 4
Pour les besoins de la défense, il pourra être créé également des bataillons d'infanterie de marche formant corps, et commandé par un chef de bataillon.

### Article 5
Le ministre de la Justice et de la Guerre est chargé, etc.

Fait à Tours. Crémieux, Fourichon, Glais-Bizoin

## Décret du 28 octobre 1870
Le gouvernement, vu la loi du 14 avril 1832 et l'ordonnance du 16 mars 1838, sur rapport du ministre de la Guerre décrète : 

### Article1er
Les trente-neuf régiments d'infanterie de marche prendront la dénomination de « régiments d'infanterie de ligne » et porteront les nos 101 et suivant jusqu'au nos 139 inclusivement. Le régiment de zouaves de marche deviendra le 4e régiment de zouaves.

### Article 2
Chacun de ses régiments aura une administration propre.
Toutes les compagnies qui ont concouru à la formation de ces régiments en feront définitivement partie et cesseront de relever les corps d'où elles proviennent à partir du 1er novembre prochain.

### Article 3
L'avancement aura lieu comme pour les autres régiments de ligne, sur l'ensemble de chaque corps.

### Article 4
Ces régiments continueront à être commandés par un colonel où un lieutenant-colonel en 
activité où en retraite.
Chaque bataillon aura un chef de bataillon et un capitaine adjudant-major. Il y aura en outre, par régiment : 1 capitaine-major, 1 lieutenant d'habillement, 1 lieutenant trésorier. Un sous-lieutenant pourra être détaché d'une compagnie pour remplir les fonctions d'adjoint au trésorier.

### Article 5
Chaque régiment, dont le cadre est déterminé par l'état ci-joint, aura un conseil d'administration et une section hors rang.

### Application du décret
À cause de la situation militaire, ce décret ne peut être appliqué que pour les régiments stationnés à Paris. Ainsi :
- Le 5e régiment de marche devient le 105e régiment d'infanterie de ligne
- Le 6e régiment de marche devient le 106e régiment d'infanterie de ligne
- Le 7e régiment de marche devient le 107e régiment d'infanterie de ligne
- Le 8e régiment de marche devient le 108e régiment d'infanterie de ligne
- Le 9e régiment de marche devient le 109e régiment d'infanterie de ligne
- Le 10e régiment de marche devient le 110e régiment d'infanterie de ligne
- Le 11e régiment de marche devient le 111e régiment d'infanterie de ligne
- Le 12e régiment de marche devient le 112e régiment d'infanterie de ligne
- Le 13e régiment de marche devient le 113e régiment d'infanterie de ligne
- Le 14e régiment de marche devient le 114e régiment d'infanterie de ligne
- Le 15e régiment de marche devient le 115e régiment d'infanterie de ligne
- Le 16e régiment de marche devient le 116e régiment d'infanterie de ligne
- Le 17e régiment de marche devient le 117e régiment d'infanterie de ligne
- Le 18e régiment de marche devient le 118e régiment d'infanterie de ligne
- Le 19e régiment de marche devient le 119e régiment d'infanterie de ligne
- Le 20e régiment de marche devient le 120e régiment d'infanterie de ligne
- Le 21e régiment de marche devient le 121e régiment d'infanterie de ligne
- Le 22e régiment de marche devient le 122e régiment d'infanterie de ligne
- Le 23e régiment de marche devient le 123e régiment d'infanterie de ligne
- Le 24e régiment de marche devient le 124e régiment d'infanterie de ligne
- Le 25e régiment de marche devient le 125e régiment d'infanterie de ligne
- Le 26e régiment de marche devient le 126e régiment d'infanterie de ligne
- Le 28e régiment de marche devient le 128e régiment d'infanterie de ligne
- Le 34e régiment de marche devient le 134e régiment d'infanterie de ligne
- Le 35e régiment de marche devient le 135e régiment d'infanterie de ligne
- Le 36e régiment de marche devient le 136e régiment d'infanterie de ligne
- Le 37e régiment de marche devient le 137e régiment d'infanterie de ligne
- Le 38e régiment de marche devient le 138e régiment d'infanterie de ligne
- Le 39e régiment de marche devient le 139e régiment d'infanterie de ligne
- Le régiment de zouaves de marche devient le 4e régiment de zouaves

Les autres régiments restent des régiments de marche et gardent leur numéro.

## Décret du 20 novembre 1870
Le gouvernement, vu la loi du 14 avril 1832 et l'ordonnance du 16 mars 1838, les décrets des 19 juillet, 27 septembre et 20 octobre 1870, sur le rapport du ministre de la Guerre décrète : 

### Article1er
Le quatrième bataillon du 128e régiment d'infanterie de ligne est supprimé. Les militaires de tous grades qui en faisaient passeront dans les bataillons des compagnies créées par le présent décret.

### Article 2
Il sera formé à Paris

1° : deux bataillons de chasseurs à pied de sept compagnies chacun, qui prendront les nos 21 et 22.

2° : une septième compagnie dans chacun des trois bataillons du 4e régiment de zouaves.

### Article 3
Les 21e et 22e bataillons de chasseurs à pied seront composé ainsi qu'il suit, savoir :
- Le 21e bataillon de chasseurs à pied, des 7e compagnies des 5e, 7e, 8e, 18e bataillons de chasseurs à pied, des 8e compagnies des 15e et 19e bataillons de chasseurs à pied et de la 1re compagnie du 4e bataillon du 128e régiment d'infanterie de ligne (chasseurs à pied de l'ex-garde)
- Le 22e bataillon de chasseurs à pied, des 7e compagnies des 3e, 6e, 9e, 12e, 14e bataillons de chasseurs à pied, de la 8e compagnie du 4e bataillon de chasseurs à pied et de la 2e compagnie du 4e bataillon du 128e régiment d'infanterie de ligne (chasseurs à pied de l'ex-garde)

### Article 4
Les 7e compagnies des trois bataillons du 4e régiment de zouaves seront formés  par les 3e, 4e et 5e compagnies du 4e bataillon du 128e régiment d'infanterie de ligne (zouaves de l'ex-garde et tirailleurs algériens (Turcos)).

### Article 5
L'organisation des 21e et 22e bataillons de chasseurs à pied sera la même que celle des autres bataillons de chasseurs à pied.

### Article 6
Le ministre de la guerre est chargé, etc.